# Ponsse

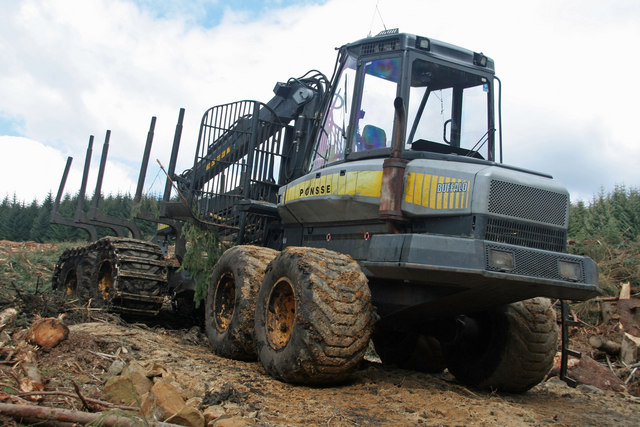
Forwarder marki Ponsse

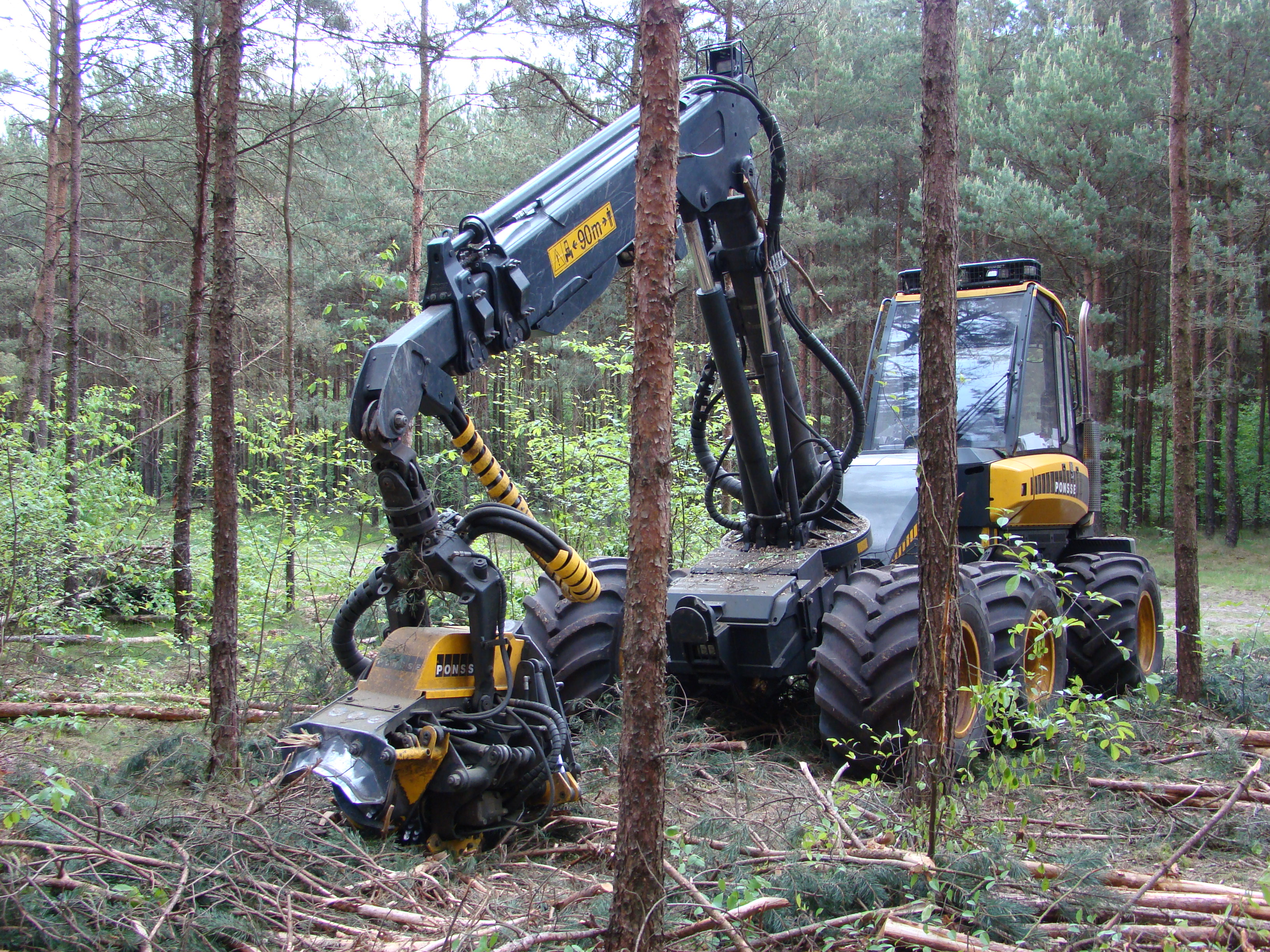
Harwester marki Ponsse

Ponsse – fiński producent harwesterów, forwarderów oraz innych maszyn leśnych z siedzibą w Vieremä.
Przedsiębiorstwo zostało założone w 1970 roku przez drwala Einari’ego Vidgréna, który z powodu braku na rynku odpowiedniego sprzętu do pozysku drewna skonstruował własny forwarder. W czasie 45-lecia istnienia, Ponsse zdążyło wyprodukować ponad dziesięć tysięcy maszyn.
Spółka notowana jest na giełdzie w Helsinkach (symbol akcji: PON1V).

## Modele maszyn
- Harwestery
  - Beaver
  - Fox
  - Ergo
  - Ergo 8W
  - Scorpion
  - Scorpion King
  - Bear 8W
- Forwardery
- Caribou
  - Gazelle
  - Wisent
  - Elk
  - Buffalo
  - Buffalo King
  - Elephant
  - Elephant King